# 1989 en els vols espacials
Aquest article és una llista d'esdeveniments de vols espacials relacionats que es van produir el 1989.

## Llançaments
| Data i hora (UTC)    | Coet                                                                      | Coet                                                    | Plataforma de llançament                           | Plataforma de llançament                           | LSP                              | LSP                              |
| -------------------- | ------------------------------------------------------------------------- | ------------------------------------------------------- | -------------------------------------------------- | -------------------------------------------------- | -------------------------------- | -------------------------------- |
| Data i hora (UTC)    | Càrrega útil                                                              | Operador                                                | Òrbita                                             | Funció                                             | Deteriorament (UTC)              | Resultat                         |
| Data i hora (UTC)    | Comentaris                                                                |                                                         |                                                    |                                                    |                                  |                                  |
| Gener                |                                                                           |                                                         |                                                    |                                                    |                                  |                                  |
| 10 de gener 02:05    | Unió Soviètica - Proton-K/DM-2                                            | Unió Soviètica - Proton-K/DM-2                          | Unió Soviètica - Cosmòdrom de Baikonur Site 200/39 | Unió Soviètica - Cosmòdrom de Baikonur Site 200/39 | Unió Soviètica                   | Unió Soviètica                   |
| 10 de gener 02:05    | Unió Soviètica - Kosmos 1987 (GLONASS)                                    |                                                         | Terrestre Mitjana                                  | Navegació                                          | En òrbita                        | Reeixit                          |
| 10 de gener 02:05    | Unió Soviètica - Kosmos 1988 (GLONASS)                                    |                                                         | Terrestre Mitjana                                  | Navegació                                          | En òrbita                        | Reeixit                          |
| 10 de gener 02:05    | Unió Soviètica - Kosmos 1989 (Etalon-2)                                   |                                                         | Terrestre Mitjana                                  | Navegació                                          | En òrbita                        | Reeixit                          |
| 12 de gener 11:29    | Unió Soviètica - Soiuz-U                                                  | Unió Soviètica - Soiuz-U                                | Unió Soviètica - Plesetsk Site 16/2                | Unió Soviètica - Plesetsk Site 16/2                | Unió Soviètica                   | Unió Soviètica                   |
| 12 de gener 11:29    | Unió Soviètica - Kosmos 1990 (Resurs-F2)                                  |                                                         | Terrestre Baixa                                    | Reconeixement                                      | 11 de febrer                     | Reeixit                          |
| 18 de gener 08:20    | Unió Soviètica - Soiuz-U                                                  | Unió Soviètica - Soiuz-U                                | Unió Soviètica - Baikonur                          | Unió Soviètica - Baikonur                          | Unió Soviètica                   | Unió Soviètica                   |
| 18 de gener 08:20    | Unió Soviètica - Kosmos 1991 (Zenit-8)                                    |                                                         | Terrestre Baixa                                    | Reconeixement                                      | 1 de febrer                      | Reeixit                          |
| 26 de gener 09:16    | Unió Soviètica - Proton-K/DM-2                                            | Unió Soviètica - Proton-K/DM-2                          | Unió Soviètica - Baikonur Site 200/40              | Unió Soviètica - Baikonur Site 200/40              | Unió Soviètica                   | Unió Soviètica                   |
| 26 de gener 09:16    | Unió Soviètica - Gorizont 17                                              |                                                         | Geosíncrona                                        | Comunicacions                                      | En òrbita                        | Reeixit                          |
| 26 de gener 15:36    | Unió Soviètica - Kosmos-3M                                                | Unió Soviètica - Kosmos-3M                              | Unió Soviètica - Plesetsk Site 132/2               | Unió Soviètica - Plesetsk Site 132/2               | Unió Soviètica                   | Unió Soviètica                   |
| 26 de gener 15:36    | Unió Soviètica - Kosmos 1992 (Strela-2M)                                  |                                                         | Terrestre Baixa                                    | Comunicacions                                      | En òrbita                        | Reeixit                          |
| 27 de gener 01:23    | Europa - Ariane 2                                                         | Europa - Ariane 2                                       | França - Kourou ELA-1                              | França - Kourou ELA-1                              | França - Arianespace             | França - Arianespace             |
| 27 de gener 01:23    | Nacions Unides - Intelsat 515                                             | Intelsat                                                | Geosíncrona                                        | Comunicacions                                      | En òrbita                        | Reeixit                          |
| 28 de gener 12:30    | Unió Soviètica - Soiuz-U                                                  | Unió Soviètica - Soiuz-U                                | Unió Soviètica - Baikonur                          | Unió Soviètica - Baikonur                          | Unió Soviètica                   | Unió Soviètica                   |
| 28 de gener 12:30    | Unió Soviètica - Kosmos 1993 (Yantar-4K2)                                 |                                                         | Terrestre Baixa                                    | Reconeixement                                      | 27 de març                       | Reeixit                          |
| Febrer               |                                                                           |                                                         |                                                    |                                                    |                                  |                                  |
| 10 de febrer 08:53   | Unió Soviètica - Soiuz-U2                                                 | Unió Soviètica - Soiuz-U2                               | Unió Soviètica - Baikonur Site 1/5                 | Unió Soviètica - Baikonur Site 1/5                 | Unió Soviètica                   | Unió Soviètica                   |
| 10 de febrer 08:53   | Unió Soviètica - Progress 40                                              |                                                         | Terrestre baixa (Mir)                              | Logística                                          | 5 de març 01:59                  | Reeixit                          |
| 10 de febrer 15:13   | Unió Soviètica - Tsyklon-3                                                | Unió Soviètica - Tsyklon-3                              | Unió Soviètica - Plesetsk Site 32                  | Unió Soviètica - Plesetsk Site 32                  | Unió Soviètica                   | Unió Soviètica                   |
| 10 de febrer 15:13   | Unió Soviètica - Kosmos 1994 (Strela-3)                                   |                                                         | Terrestre Baixa                                    | Comunicacions                                      | En òrbita                        | Reeixit                          |
| 10 de febrer 15:13   | Unió Soviètica - Kosmos 1995 (Strela-3)                                   |                                                         | Terrestre Baixa                                    | Comunicacions                                      | En òrbita                        | Reeixit                          |
| 10 de febrer 15:13   | Unió Soviètica - Kosmos 1996 (Strela-3)                                   |                                                         | Terrestre Baixa                                    | Comunicacions                                      | En òrbita                        | Reeixit                          |
| 10 de febrer 15:13   | Unió Soviètica - Kosmos 1997 (Strela-3)                                   |                                                         | Terrestre Baixa                                    | Comunicacions                                      | En òrbita                        | Reeixit                          |
| 10 de febrer 15:13   | Unió Soviètica - Kosmos 1998 (Strela-3)                                   |                                                         | Terrestre Baixa                                    | Comunicacions                                      | En òrbita                        | Reeixit                          |
| 10 de febrer 15:13   | Unió Soviètica - Kosmos 1999 (Strela-3)                                   |                                                         | Terrestre Baixa                                    | Comunicacions                                      | En òrbita                        | Reeixit                          |
| 10 de febrer 16:55   | Unió Soviètica - Soiuz-U                                                  | Unió Soviètica - Soiuz-U                                | Unió Soviètica - Plesetsk                          | Unió Soviètica - Plesetsk                          | Unió Soviètica                   | Unió Soviètica                   |
| 10 de febrer 16:55   | Unió Soviètica - Kosmos 2000 (Zenit-8)                                    |                                                         | Terrestre Baixa                                    | Reconeixement                                      | 3 de març                        | Reeixit                          |
| 14 de febrer 04:21   | Unió Soviètica - Molniya-M/2BL                                            | Unió Soviètica - Molniya-M/2BL                          | Unió Soviètica - Plesetsk                          | Unió Soviètica - Plesetsk                          | Unió Soviètica                   | Unió Soviètica                   |
| 14 de febrer 04:21   | Unió Soviètica - Kosmos 2001 (Oko)                                        |                                                         | Molnia                                             | Sistema d'alertes                                  | En òrbita                        | Reeixit                          |
| 14 de febrer 17:00   | Unió Soviètica - Kosmos-3M                                                | Unió Soviètica - Kosmos-3M                              | Unió Soviètica - Plesetsk Site 132/2               | Unió Soviètica - Plesetsk Site 132/2               | Unió Soviètica                   | Unió Soviètica                   |
| 14 de febrer 17:00   | Unió Soviètica - Kosmos 2002 (Taifun-2)                                   |                                                         | Terrestre Baixa                                    | Calibratge de radar                                | 15 d'octubre                     | Reeixit                          |
| 14 de febrer 18:30   | Estats Units - Delta II 6925                                              | Estats Units - Delta II 6925                            | Estats Units - Cape Canaveral LC-17A               | Estats Units - Cape Canaveral LC-17A               | Estats Units - McDonnell Douglas | Estats Units - McDonnell Douglas |
| 14 de febrer 18:30   | Estats Units - USA-35 (GPS II-1)                                          | Força Aèria dels Estats Units d'Amèrica                 | Terrestre Mitjana                                  | Navegació                                          | En òrbita                        | Reeixit                          |
| 14 de febrer 18:30   | Vol inaugural del Delta II 6925 Primer vol del Block II del satèl·lit GPS |                                                         |                                                    |                                                    |                                  |                                  |
| 15 de febrer 11:00   | Unió Soviètica - Molniya-M/ML                                             | Unió Soviètica - Molniya-M/ML                           | Unió Soviètica - Baikonur                          | Unió Soviètica - Baikonur                          | Unió Soviètica                   | Unió Soviètica                   |
| 15 de febrer 11:00   | Unió Soviètica - Molniya 1-75                                             |                                                         | Molnia                                             | Comunicacions                                      | En òrbita                        | Reeixit                          |
| 17 de febrer 14:59   | Unió Soviètica - Soiuz-U                                                  | Unió Soviètica - Soiuz-U                                | Unió Soviètica - Plesetsk                          | Unió Soviètica - Plesetsk                          | Unió Soviètica                   | Unió Soviètica                   |
| 17 de febrer 14:59   | Unió Soviètica - Kosmos 2003 (Zenit-8)                                    |                                                         | Terrestre Baixa                                    | Reconeixement                                      | 3 de març                        | Reeixit                          |
| 21 de febrer 23:30   | Japó - Mu-3S-II                                                           | Japó - Mu-3S-II                                         | Japó - Uchinoura                                   | Japó - Uchinoura                                   | Japó - ISAS                      | Japó - ISAS                      |
| 21 de febrer 23:30   | Japó - Akebono                                                            | ISAS                                                    | Terrestre Baixa                                    | Observació d'aurores                               | En òrbita                        | Operacional                      |
| 22 de febrer 03:28   | Unió Soviètica - Kosmos-3M                                                | Unió Soviètica - Kosmos-3M                              | Unió Soviètica - Plesetsk Site 132/2               | Unió Soviètica - Plesetsk Site 132/2               | Unió Soviètica                   | Unió Soviètica                   |
| 22 de febrer 03:28   | Unió Soviètica - Kosmos 2004 (Parus)                                      |                                                         | Terrestre Baixa                                    | Navegació                                          | En òrbita                        | Reeixit                          |
| 28 de febrer 04:05   | Unió Soviètica - Tsyklon-3                                                | Unió Soviètica - Tsyklon-3                              | Unió Soviètica - Plesetsk Site 32                  | Unió Soviètica - Plesetsk Site 32                  | Unió Soviètica                   | Unió Soviètica                   |
| 28 de febrer 04:05   | Unió Soviètica - Meteor 2-18                                              |                                                         | Terrestre Baixa                                    | Ciències de la Terra                               | En òrbita                        | Reeixit                          |
| Març                 |                                                                           |                                                         |                                                    |                                                    |                                  |                                  |
| 2 de març 18:59      | Unió Soviètica - Soiuz-U                                                  | Unió Soviètica - Soiuz-U                                | Unió Soviètica - Plesetsk                          | Unió Soviètica - Plesetsk                          | Unió Soviètica                   | Unió Soviètica                   |
| 2 de març 18:59      | Unió Soviètica - Kosmos 2005 (Yantar-4K2)                                 |                                                         | Terrestre Baixa                                    | Reconeixement                                      | 25 d'abril                       | Reeixit                          |
| 6 de març 23:29      | Europa - Ariane 4 44LP                                                    | Europa - Ariane 4 44LP                                  | França - Kourou ELA-2                              | França - Kourou ELA-2                              | França - Arianespace             | França - Arianespace             |
| 6 de març 23:29      | Japó - JCSAT 1                                                            | JSAT                                                    | Geosíncrona                                        | Comunicacions                                      | En òrbita                        | Reeixit                          |
| 6 de març 23:29      | Europa - Meteosat 4                                                       | EUMETSAT                                                | Geosíncrona                                        | Satèl·lit meteorològic                             | En òrbita                        | Reeixit                          |
| 13 de març 14:57     | Estats Units Transbordador Espacial Discovery                             | Estats Units Transbordador Espacial Discovery           | Estats Units - Kennedy LC-39B                      | Estats Units - Kennedy LC-39B                      | Estats Units                     | Estats Units                     |
| 13 de març 14:57     | Estats Units - STS-29                                                     | NASA                                                    | Terrestre Baixa                                    | Desplegament de satèl·lit                          | 18 de març 14:36                 | Reeixit                          |
| 13 de març 14:57     | Estats Units - TDRS-4 (TDRS-D)                                            | NASA                                                    | Geosíncrona                                        | Comunicacions                                      | En òrbita                        | Operacional                      |
| 13 de març 14:57     | Vol orbital tripulat amb 5 astronautes                                    |                                                         |                                                    |                                                    |                                  |                                  |
| 16 de març 14:59     | Unió Soviètica - Soiuz-U                                                  | Unió Soviètica - Soiuz-U                                | Unió Soviètica - Plesetsk                          | Unió Soviètica - Plesetsk                          | Unió Soviètica                   | Unió Soviètica                   |
| 16 de març 14:59     | Unió Soviètica - Kosmos 2006 (Zenit-8)                                    |                                                         | Terrestre Baixa                                    | Reconeixement                                      | 31 de març                       | Reeixit                          |
| 16 de març 18:54     | Unió Soviètica - Soiuz-U2                                                 | Unió Soviètica - Soiuz-U2                               | Unió Soviètica - Baikonur Site 1/5                 | Unió Soviètica - Baikonur Site 1/5                 | Unió Soviètica                   | Unió Soviètica                   |
| 16 de març 18:54     | Unió Soviètica - Progress 41                                              |                                                         | Terrestre Baixa (Mir)                              | Logística                                          | 25 d'abril 12:12                 | Reeixit                          |
| 23 de març 12:25     | Unió Soviètica - Soiuz-U                                                  | Unió Soviètica - Soiuz-U                                | Unió Soviètica - Baikonur                          | Unió Soviètica - Baikonur                          | Unió Soviètica                   | Unió Soviètica                   |
| 23 de març 12:25     | Unió Soviètica - Kosmos 2007 (Yantar-4KS1)                                |                                                         | Terrestre Baixa                                    | Reconeixement                                      | 22 de setembre                   | Reeixit                          |
| 24 de març 13:38     | Unió Soviètica - Kosmos-3M                                                | Unió Soviètica - Kosmos-3M                              | Unió Soviètica - Plesetsk Site 132/2               | Unió Soviètica - Plesetsk Site 132/2               | Unió Soviètica                   | Unió Soviètica                   |
| 24 de març 13:38     | Unió Soviètica - Kosmos 2008 (Strela-1M)                                  |                                                         | Terrestre Baixa                                    | Comunicacions                                      | En òrbita                        | Reeixit                          |
| 24 de març 13:38     | Unió Soviètica - Kosmos 2009 (Strela-1M)                                  |                                                         | Terrestre Baixa                                    | Comunicacions                                      | En òrbita                        | Reeixit                          |
| 24 de març 13:38     | Unió Soviètica - Kosmos 2010 (Strela-1M)                                  |                                                         | Terrestre Baixa                                    | Comunicacions                                      | En òrbita                        | Reeixit                          |
| 24 de març 13:38     | Unió Soviètica - Kosmos 2011 (Strela-1M)                                  |                                                         | Terrestre Baixa                                    | Comunicacions                                      | En òrbita                        | Reeixit                          |
| 24 de març 13:38     | Unió Soviètica - Kosmos 2012 (Strela-1M)                                  |                                                         | Terrestre Baixa                                    | Comunicacions                                      | En òrbita                        | Reeixit                          |
| 24 de març 13:38     | Unió Soviètica - Kosmos 2013 (Strela-1M)                                  |                                                         | Terrestre Baixa                                    | Comunicacions                                      | En òrbita                        | Reeixit                          |
| 24 de març 13:38     | Unió Soviètica - Kosmos 2014 (Strela-1M)                                  |                                                         | Terrestre Baixa                                    | Comunicacions                                      | En òrbita                        | Reeixit                          |
| 24 de març 13:38     | Unió Soviètica - Kosmos 2015 (Strela-1M)                                  |                                                         | Terrestre Baixa                                    | Comunicacions                                      | En òrbita                        | Reeixit                          |
| 24 de març 21:50     | Estats Units - Delta 3920                                                 | Estats Units - Delta 3920                               | Estats Units - Cape Canaveral LC-17B               | Estats Units - Cape Canaveral LC-17B               | Estats Units - McDonnell Douglas | Estats Units - McDonnell Douglas |
| 24 de març 21:50     | Estats Units - USA-36 (Delta Star)                                        | Força Aèria dels Estats Units d'Amèrica                 | Terrestre Baixa                                    | Desenvolupament de tecnologia                      | 23 de juny 1992                  | Reeixit                          |
| 24 de març 21:50     | Vol final del Delta 3920                                                  |                                                         |                                                    |                                                    |                                  |                                  |
| Abril                |                                                                           |                                                         |                                                    |                                                    |                                  |                                  |
| 2 d'abril 02:28      | Europa - Ariane 2                                                         | Europa - Ariane 2                                       | França - Kourou ELA-1                              | França - Kourou ELA-1                              | França - Arianespace             | França - Arianespace             |
| 2 d'abril 02:28      | Suècia - Tele-X                                                           | Nordic Satellite AB                                     | Operacional: Geosíncrona Actual: Cementiri         | Comunicacions                                      | En òrbita                        | Reeixit                          |
| 2 d'abril 02:28      | Vol final de l'Ariane 2 Tele-X retirat el 16 de gener 1998                |                                                         |                                                    |                                                    |                                  |                                  |
| 4 d'abril 18:36      | Unió Soviètica - Kosmos-3M                                                | Unió Soviètica - Kosmos-3M                              | Unió Soviètica - Plesetsk Site 132/2               | Unió Soviètica - Plesetsk Site 132/2               | Unió Soviètica                   | Unió Soviètica                   |
| 4 d'abril 18:36      | Unió Soviètica - Kosmos 2016 (Parus)                                      |                                                         | Terrestre Baixa                                    | Navegació                                          | En òrbita                        | Reeixit                          |
| 6 d'abril 14:00      | Unió Soviètica - Soiuz-U                                                  | Unió Soviètica - Soiuz-U                                | Unió Soviètica - Plesetsk                          | Unió Soviètica - Plesetsk                          | Unió Soviètica                   | Unió Soviètica                   |
| 6 d'abril 14:00      | Unió Soviètica - Kosmos 2017 (Zenit-8)                                    |                                                         | Terrestre Baixa                                    | Reconeixement                                      | 19 d'abril                       | Reeixit                          |
| 14 d'abril 04:08     | Unió Soviètica - Proton-K/DM-2                                            | Unió Soviètica - Proton-K/DM-2                          | Unió Soviètica - Baikonur Site 200/39              | Unió Soviètica - Baikonur Site 200/39              | Unió Soviètica                   | Unió Soviètica                   |
| 14 d'abril 04:08     | Unió Soviètica - Raduga 23                                                |                                                         | Geosíncrona                                        | Comunicacions                                      | En òrbita                        | Reeixit                          |
| 20 d'abril 18:29     | Unió Soviètica - Soiuz-U                                                  | Unió Soviètica - Soiuz-U                                | Unió Soviètica - Plesetsk                          | Unió Soviètica - Plesetsk                          | Unió Soviètica                   | Unió Soviètica                   |
| 20 d'abril 18:29     | Unió Soviètica - Kosmos 2018 (Yantar-4K2)                                 |                                                         | Terrestre Baixa                                    | Reconeixement                                      | 19 de juny                       | Reeixit                          |
| 26 d'abril 17:00     | Unió Soviètica - Soiuz-U                                                  | Unió Soviètica - Soiuz-U                                | Unió Soviètica - Plesetsk Site 41/1                | Unió Soviètica - Plesetsk Site 41/1                | Unió Soviètica                   | Unió Soviètica                   |
| 26 d'abril 17:00     | Unió Soviètica - Foton 5                                                  |                                                         | Terrestre Baixa                                    | Investigació de microgravetat                      | 11 de maig                       | Reeixit                          |
| Maig                 |                                                                           |                                                         |                                                    |                                                    |                                  |                                  |
| 4 de maig 18:47      | Estats Units - Transbordador Espacial Atlantis                            | Estats Units - Transbordador Espacial Atlantis          | Estats Units - Kennedy LC-39B                      | Estats Units - Kennedy LC-39B                      | Estats Units                     | Estats Units                     |
| 4 de maig 18:47      | Estats Units - STS-30                                                     | NASA                                                    | Terrestre Baixa                                    | Desplegament de sonda interplanetària              | 8 de maig 05:43                  | Reeixit                          |
| 4 de maig 18:47      | Estats Units - Magellan                                                   | NASA                                                    | Cytherean                                          | Imatgeria per radar                                | 12 d'octubre 1994                | Reeixit                          |
| 4 de maig 18:47      | Vol orbital tripulat amb 5 astronautes                                    |                                                         |                                                    |                                                    |                                  |                                  |
| 5 de maig 13:00      | Unió Soviètica - Soiuz-U                                                  | Unió Soviètica - Soiuz-U                                | Unió Soviètica - Plesetsk                          | Unió Soviètica - Plesetsk                          | Unió Soviètica                   | Unió Soviètica                   |
| 5 de maig 13:00      | Unió Soviètica - Kosmos 2019 (Zenit-8)                                    |                                                         | Terrestre Baixa                                    | Reconeixement                                      | 18 de maig                       | Reeixit                          |
| 10 de maig 19:47     | Estats Units - Titan 34D/Transtage                                        | Estats Units - Titan 34D/Transtage                      | Estats Units - Cape Canaveral LC-40                | Estats Units - Cape Canaveral LC-40                | Estats Units - Martin Marietta   | Estats Units - Martin Marietta   |
| 10 de maig 19:47     | Estats Units - USA-37 (Vortex 6)                                          | NRO                                                     | Geosíncrona                                        | SIGINT                                             | En òrbita                        | Reeixit                          |
| 17 de maig 13:00     | Unió Soviètica - Soiuz-U                                                  | Unió Soviètica - Soiuz-U                                | Unió Soviètica - Baikonur                          | Unió Soviètica - Baikonur                          | Unió Soviètica                   | Unió Soviètica                   |
| 17 de maig 13:00     | Unió Soviètica - Kosmos 2020 (Yantar-4K2)                                 |                                                         | Terrestre Baixa                                    | Reconeixement                                      | 15 de juliol                     | Reeixit                          |
| 24 de maig 10:30     | Unió Soviètica - Soiuz-U                                                  | Unió Soviètica - Soiuz-U                                | Unió Soviètica - Baikonur                          | Unió Soviètica - Baikonur                          | Unió Soviètica                   | Unió Soviètica                   |
| 24 de maig 10:30     | Unió Soviètica - Kosmos 2021 (Yantar-1KFT)                                |                                                         | Terrestre Baixa                                    | Reconeixement                                      | 6 de juliol                      | Reeixit                          |
| 25 de maig 08:50     | Unió Soviètica - Soiuz-U                                                  | Unió Soviètica - Soiuz-U                                | Unió Soviètica - Plesetsk Site 43/3                | Unió Soviètica - Plesetsk Site 43/3                | Unió Soviètica                   | Unió Soviètica                   |
| 25 de maig 08:50     | Unió Soviètica - Resurs-F1                                                |                                                         | Terrestre Baixa                                    | Reconeixement                                      | 17 de juny                       | Reeixit                          |
| 25 de maig 08:50     | Unió Soviètica - Pion 1                                                   |                                                         | Terrestre Baixa                                    | Investigació atmosfèrica                           | 23 de juliol                     | Reeixit                          |
| 25 de maig 08:50     | Unió Soviètica - Pion 2                                                   |                                                         | Terrestre Baixa                                    | Investigació atmosfèrica                           | 24 de juliol                     | Reeixit                          |
| 31 de maig 08:31     | Unió Soviètica - Proton-K/DM-2                                            | Unió Soviètica - Proton-K/DM-2                          | Unió Soviètica - Baikonur Site 200/40              | Unió Soviètica - Baikonur Site 200/40              | Unió Soviètica                   | Unió Soviètica                   |
| 31 de maig 08:31     | Unió Soviètica - Kosmos 2022 (GLONASS)                                    |                                                         | Terrestre Mitjana                                  | Navegació                                          | En òrbita                        | Reeixit                          |
| 31 de maig 08:31     | Unió Soviètica - Kosmos 2023 (GLONASS)                                    |                                                         | Terrestre Mitjana                                  | Navegació                                          | En òrbita                        | Reeixit                          |
| 31 de maig 08:31     | Unió Soviètica - Kosmos 2024 (Etalon 2)                                   |                                                         | Terrestre Mitjana                                  | Navegació                                          | En òrbita                        | Reeixit                          |
| Juny                 |                                                                           |                                                         |                                                    |                                                    |                                  |                                  |
| 1 de juny 12:59      | Unió Soviètica - Soiuz-U                                                  | Unió Soviètica - Soiuz-U                                | Unió Soviètica - Plesetsk                          | Unió Soviètica - Plesetsk                          | Unió Soviètica                   | Unió Soviètica                   |
| 1 de juny 12:59      | Unió Soviètica - Kosmos 2025 (Zenit-8)                                    |                                                         | Terrestre Baixa                                    | Reconeixement                                      | 15 de juny                       | Reeixit                          |
| 5 de juny 22:37      | Europa - Ariane 4 44L                                                     | Europa - Ariane 4 44L                                   | França - Kourou ELA-2                              | França - Kourou ELA-2                              | França - Arianespace             | França - Arianespace             |
| 5 de juny 22:37      | Japó - Superbird A                                                        | SCC                                                     | Geosíncrona                                        | Comunicacions                                      | En òrbita                        | Reeixit                          |
| 5 de juny 22:37      | Alemanya - DFS-1                                                          |                                                         | Geosíncrona                                        | Comunicacions                                      | En òrbita                        | Reeixit                          |
| 5 de juny 22:37      | Vol inaugural de l'Ariane 4 44L                                           |                                                         |                                                    |                                                    |                                  |                                  |
| 7 de juny 05:12      | Unió Soviètica - Kosmos-3M                                                | Unió Soviètica - Kosmos-3M                              | Unió Soviètica - Plesetsk Site 132/2               | Unió Soviètica - Plesetsk Site 132/2               | Unió Soviètica                   | Unió Soviètica                   |
| 7 de juny 05:12      | Unió Soviètica - Kosmos 2026 (Parus)                                      |                                                         | Terrestre Baixa                                    | Navegació                                          | En òrbita                        | Reeixit                          |
| 8 de juny 17:09      | Unió Soviètica - Molniya-M/ML                                             | Unió Soviètica - Molniya-M/ML                           | Unió Soviètica - Plesetsk                          | Unió Soviètica - Plesetsk                          | Unió Soviètica                   | Unió Soviètica                   |
| 8 de juny 17:09      | Unió Soviètica - Molniya 3-45L                                            |                                                         | Molnia                                             | Comunicacions                                      | 14 de desembre 2001              | Reeixit                          |
| 9 de juny 10:10      | Unió Soviètica - Tsyklon-3                                                | Unió Soviètica - Tsyklon-3                              | Unió Soviètica - Plesetsk Site 32/2                | Unió Soviètica - Plesetsk Site 32/2                | Unió Soviètica                   | Unió Soviètica                   |
| 9 de juny 10:10      | Unió Soviètica - Okean-01                                                 |                                                         | Destinat: Terrestre Baixa                          |                                                    | 9 de juny                        | Error de llançament              |
| 10 de juny 22:19     | Estats Units - Delta II 6925                                              | Estats Units - Delta II 6925                            | Estats Units - Cape Canaveral LC-17A               | Estats Units - Cape Canaveral LC-17A               | Estats Units - McDonnell Douglas | Estats Units - McDonnell Douglas |
| 10 de juny 22:19     | Estats Units - USA-38 (GPS II-2)                                          | Força Aèria dels Estats Units d'Amèrica                 | Terrestre Mitjana                                  | Navegació                                          | En òrbita                        | Reeixit                          |
| 14 de juny 12:30     | Unió Soviètica - Kosmos-3M                                                | Unió Soviètica - Kosmos-3M                              | Unió Soviètica - Plesetsk Site 133/3               | Unió Soviètica - Plesetsk Site 133/3               | Unió Soviètica                   | Unió Soviètica                   |
| 14 de juny 12:30     | Unió Soviètica - Kosmos 2027 (Taifun-1)                                   |                                                         | Terrestre Baixa                                    | Calibratge de radar                                | 14 d'abril 1992                  | Reeixit                          |
| 14 de juny 13:18     | Estats Units - Titan IVA 402/IUS                                          | Estats Units - Titan IVA 402/IUS                        | Estats Units - Cape Canaveral LC-41                | Estats Units - Cape Canaveral LC-41                | Estats Units - Martin Marietta   | Estats Units - Martin Marietta   |
| 14 de juny 13:18     | Estats Units - USA-39 (DSP-14)                                            | Força Aèria dels Estats Units d'Amèrica                 | Geosíncrona                                        | Sistema d'alertes                                  | En òrbita                        | Operacional                      |
| 14 de juny 13:18     | Vol inaugural del Titan IVA                                               |                                                         |                                                    |                                                    |                                  |                                  |
| 16 de juny 09:30     | Unió Soviètica - Soiuz-U                                                  | Unió Soviètica - Soiuz-U                                | Unió Soviètica - Baikonur                          | Unió Soviètica - Baikonur                          | Unió Soviètica                   | Unió Soviètica                   |
| 16 de juny 09:30     | Unió Soviètica - Kosmos 2028 (Zenit-8)                                    |                                                         | Terrestre Baixa                                    | Reconeixement                                      | 6 de juliol                      | Reeixit                          |
| 21 de juny 23:35     | Unió Soviètica - Proton-K/DM-2                                            | Unió Soviètica - Proton-K/DM-2                          | Unió Soviètica - Baikonur Site 200/39              | Unió Soviètica - Baikonur Site 200/39              | Unió Soviètica                   | Unió Soviètica                   |
| 21 de juny 23:35     | Unió Soviètica - Raduga 1-1                                               |                                                         | Geosíncrona                                        | Comunicacions                                      | En òrbita                        | Reeixit                          |
| 27 de juny 08:04     | Unió Soviètica - Soiuz-U                                                  | Unió Soviètica - Soiuz-U                                | Unió Soviètica - Plesetsk Site 16/2                | Unió Soviètica - Plesetsk Site 16/2                | Unió Soviètica                   | Unió Soviètica                   |
| 27 de juny 08:04     | Unió Soviètica - Resurs-F2                                                |                                                         | Terrestre Baixa                                    | Reconeixement                                      | 11 de juliol                     | Reeixit                          |
| Juliol               |                                                                           |                                                         |                                                    |                                                    |                                  |                                  |
| 4 de juliol 15:21    | Unió Soviètica - Kosmos-3M                                                | Unió Soviètica - Kosmos-3M                              | Unió Soviètica - Plesetsk Site 133/3               | Unió Soviètica - Plesetsk Site 133/3               | Unió Soviètica                   | Unió Soviètica                   |
| 4 de juliol 15:21    | Unió Soviètica - Nadezhda 1                                               |                                                         | Terrestre Baixa                                    | Vigilància marítima                                | En òrbita                        | Reeixit                          |
| 5 de juliol 08:00    | Unió Soviètica - Soiuz-U                                                  | Unió Soviètica - Soiuz-U                                | Unió Soviètica - Plesetsk                          | Unió Soviètica - Plesetsk                          | Unió Soviètica                   | Unió Soviètica                   |
| 5 de juliol 08:00    | Unió Soviètica - Kosmos 2029 (Zenit-8)                                    |                                                         | Terrestre Baixa                                    | Reconeixement                                      | 17 de juliol                     | Reeixit                          |
| 5 de juliol 22:45    | Unió Soviètica - Proton-K/DM-2                                            | Unió Soviètica - Proton-K/DM-2                          | Unió Soviètica - Baikonur Site 200/40              | Unió Soviètica - Baikonur Site 200/40              | Unió Soviètica                   | Unió Soviètica                   |
| 5 de juliol 22:45    | Unió Soviètica - Gorizont 18                                              |                                                         | Geosíncrona                                        | Comunicacions                                      | En òrbita                        | Reeixit                          |
| 12 de juliol 00:14   | Europa - Ariane 3                                                         | Europa - Ariane 3                                       | França - Kourou ELA-1                              | França - Kourou ELA-1                              | França - Arianespace             | França - Arianespace             |
| 12 de juliol 00:14   | Europa - Olympus 1                                                        | ESA                                                     | Geosíncrona                                        | Comunicacions                                      | En òrbita                        | Reeixit                          |
| 12 de juliol 00:14   | Vol final de l'Ariane 3 i llançament des de ELA-1                         |                                                         |                                                    |                                                    |                                  |                                  |
| 12 de juliol 15:00   | Unió Soviètica - Soiuz-U                                                  | Unió Soviètica - Soiuz-U                                | Unió Soviètica - Plesetsk                          | Unió Soviètica - Plesetsk                          | Unió Soviètica                   | Unió Soviètica                   |
| 12 de juliol 15:00   | Unió Soviètica - Kosmos 2030 (Yantar-4K2)                                 |                                                         | Terrestre Baixa                                    | Reconeixement                                      | 28 de juliol                     | Error de la nau espacial         |
| 12 de juliol 15:00   | La nau espacial va explotar en òrbita el 28 de juliol                     |                                                         |                                                    |                                                    |                                  |                                  |
| 18 de juliol 09:44   | Unió Soviètica - Soiuz-U                                                  | Unió Soviètica - Soiuz-U                                | Unió Soviètica - Plesetsk Site 16/2                | Unió Soviètica - Plesetsk Site 16/2                | Unió Soviètica                   | Unió Soviètica                   |
| 18 de juliol 09:44   | Unió Soviètica - Resurs-F3                                                |                                                         | Terrestre Baixa                                    | Reconeixement                                      | 8 d'agost                        | Reeixit                          |
| 18 de juliol 09:44   | Unió Soviètica - Pion 3                                                   |                                                         | Terrestre Baixa                                    | Investigació atmosfèrica                           | 19 de setembre                   | Reeixit                          |
| 18 de juliol 09:44   | Unió Soviètica - Pion 4                                                   |                                                         | Terrestre Baixa                                    | Investigació atmosfèrica                           | 19 de setembre                   | Reeixit                          |
| 18 de juliol 12:10   | Unió Soviètica - Soiuz-U2                                                 | Unió Soviètica - Soiuz-U2                               | Unió Soviètica - Baikonur Site 1/5                 | Unió Soviètica - Baikonur Site 1/5                 | Unió Soviètica                   | Unió Soviètica                   |
| 18 de juliol 12:10   | Unió Soviètica - Kosmos 2031 (Ortlets-1)                                  |                                                         | Terrestre Baixa                                    | Reconeixement                                      | 15 de setembre                   | Reeixit                          |
| 20 de juliol 08:59   | Unió Soviètica - Soiuz-U                                                  | Unió Soviètica - Soiuz-U                                | Unió Soviètica - Plesetsk                          | Unió Soviètica - Plesetsk                          | Unió Soviètica                   | Unió Soviètica                   |
| 20 de juliol 08:59   | Unió Soviètica - Kosmos 2032 (Zenit-8)                                    |                                                         | Terrestre Baixa                                    | Reconeixement                                      | 3 d'agost                        | Reeixit                          |
| 24 de juliol 00:00   | Unió Soviètica - Tsyklon-2                                                | Unió Soviètica - Tsyklon-2                              | Unió Soviètica - Baikonur Site 90                  | Unió Soviètica - Baikonur Site 90                  | Unió Soviètica                   | Unió Soviètica                   |
| 24 de juliol 00:00   | Unió Soviètica - Kosmos 2033 (US-P)                                       |                                                         | Terrestre Baixa                                    | ELINT                                              | 6 de gener 1991                  | Reeixit                          |
| 25 de juliol 07:48   | Unió Soviètica - Kosmos-3M                                                | Unió Soviètica - Kosmos-3M                              | Unió Soviètica - Plesetsk Site 133/3               | Unió Soviètica - Plesetsk Site 133/3               | Unió Soviètica                   | Unió Soviètica                   |
| 25 de juliol 07:48   | Unió Soviètica - Kosmos 2034 (Parus)                                      |                                                         | Terrestre Baixa                                    | Navegació                                          | En òrbita                        | Reeixit                          |
| Agost                |                                                                           |                                                         |                                                    |                                                    |                                  |                                  |
| 2 d'agost 11:29      | Unió Soviètica - Soiuz-U                                                  | Unió Soviètica - Soiuz-U                                | Unió Soviètica - Plesetsk                          | Unió Soviètica - Plesetsk                          | Unió Soviètica                   | Unió Soviètica                   |
| 2 d'agost 11:29      | Unió Soviètica - Kosmos 2035 (Zenit-8)                                    |                                                         | Terrestre Baixa                                    | Reconeixement                                      | 16 d'agost                       | Reeixit                          |
| 8 d'agost 12:37      | Estats Units - Transbordador espacial Atlantis Columbia                   | Estats Units - Transbordador espacial Atlantis Columbia | Estats Units - Kennedy LC-39B                      | Estats Units - Kennedy LC-39B                      | Estats Units                     | Estats Units                     |
| 8 d'agost 12:37      | Estats Units - STS-28                                                     | NASA                                                    | Terrestre Baixa                                    | Desplegament de satèl·lit                          | 13 d'agost                       | Reeixit                          |
| 8 d'agost 12:37      | Estats Units - USA-40 (SDS-2-1)                                           | Força Aèria dels Estats Units d'Amèrica                 | Molnia                                             | Comunicacions                                      | En òrbita                        | Reeixit                          |
| 8 d'agost 12:37      | Estats Units - USA-41                                                     | DoD                                                     |                                                    | SIGINT                                             | En òrbita                        | Reeixit                          |
| 8 d'agost 12:37      | Vol orbital tripulat amb 5 astronautes                                    |                                                         |                                                    |                                                    |                                  |                                  |
| 8 d'agost 23:25      | Europa - Ariane 4 44LP                                                    | Europa - Ariane 4 44LP                                  | França - Kourou ELA-2                              | França - Kourou ELA-2                              | França - Arianespace             | França - Arianespace             |
| 8 d'agost 23:25      | Alemanya - TV-Sat 2                                                       |                                                         | Geosíncrona                                        | Comunicacions                                      | En òrbita                        | Reeixit                          |
| 8 d'agost 23:25      | Europa - Hipparcos                                                        | ESA                                                     | Transferència geosíncrona                          | Astronomia                                         | En òrbita                        | Reeixit                          |
| 15 d'agost 10:29     | Unió Soviètica - Soiuz-U                                                  | Unió Soviètica - Soiuz-U                                | Unió Soviètica - Plesetsk Site 43/4                | Unió Soviètica - Plesetsk Site 43/4                | Unió Soviètica                   | Unió Soviètica                   |
| 15 d'agost 10:29     | Unió Soviètica - Resurs-F4                                                |                                                         | Terrestre Baixa                                    | Reconeixement                                      | 14 de setembre                   | Reeixit                          |
| 18 d'agost 05:57     | Estats Units - Delta II 6925                                              | Estats Units - Delta II 6925                            | Estats Units - Cape Canaveral LC-17A               | Estats Units - Cape Canaveral LC-17A               | Estats Units - McDonnell Douglas | Estats Units - McDonnell Douglas |
| 18 d'agost 05:57     | Estats Units - USA-42 (GPS II-3)                                          | Força Aèria dels Estats Units d'Amèrica                 | Terrestre Mitjana                                  | Navegació                                          | En òrbita                        | Reeixit                          |
| 22 d'agost 12:59     | Unió Soviètica - Soiuz-U                                                  | Unió Soviètica - Soiuz-U                                | Unió Soviètica - Plesetsk                          | Unió Soviètica - Plesetsk                          | Unió Soviètica                   | Unió Soviètica                   |
| 22 d'agost 12:59     | Unió Soviètica - Kosmos 2036 (Zenit-8)                                    |                                                         | Terrestre Baixa                                    | Reconeixement                                      | 5 de setembre                    | Reeixit                          |
| 23 d'agost 03:09     | Unió Soviètica - Soiuz-U2                                                 | Unió Soviètica - Soiuz-U2                               | Unió Soviètica - Baikonur Site 1/5                 | Unió Soviètica - Baikonur Site 1/5                 | Unió Soviètica                   | Unió Soviètica                   |
| 23 d'agost 03:09     | Unió Soviètica - Progress M-1                                             |                                                         | Terrestre Baixa (Mir)                              | Logística                                          | 1 de desembre 11:21              | Reeixit                          |
| 23 d'agost 03:09     | Vol inaugural de la nau espacial Progress-M                               |                                                         |                                                    |                                                    |                                  |                                  |
| 27 d'agost 22:59     | Estats Units - Delta 4925                                                 | Estats Units - Delta 4925                               | Estats Units - Cape Canaveral LC-17B               | Estats Units - Cape Canaveral LC-17B               | Estats Units - McDonnell Douglas | Estats Units - McDonnell Douglas |
| 27 d'agost 22:59     | Regne Unit - Marco Polo 1                                                 | BSkyB                                                   | Operacional: Geosíncrona Actual: Cementiri         | Comunicacions                                      | En òrbita                        | Reeixit                          |
| 27 d'agost 22:59     | Vol inaugural del Delta 4925                                              |                                                         |                                                    |                                                    |                                  |                                  |
| 28 d'agost 00:14     | Unió Soviètica - Tsyklon-3                                                | Unió Soviètica - Tsyklon-3                              | Unió Soviètica - Plesetsk Site 32/2                | Unió Soviètica - Plesetsk Site 32/2                | Unió Soviètica                   | Unió Soviètica                   |
| 28 d'agost 00:14     | Unió Soviètica - Kosmos 2037 (Geo-IK)                                     |                                                         | Terrestre Baixa                                    | Ciència de la Terra                                | En òrbita                        | Reeixit                          |
| Setembre             |                                                                           |                                                         |                                                    |                                                    |                                  |                                  |
| 4 de setembre 05:54  | Estats Units - Titan 34D/Transtage                                        | Estats Units - Titan 34D/Transtage                      | Estats Units - Cape Canaveral LC-40                | Estats Units - Cape Canaveral LC-40                | Estats Units - Martin Marietta   | Estats Units - Martin Marietta   |
| 4 de setembre 05:54  | Estats Units - USA-43 (DSCS-II)                                           | DoD                                                     | Geosíncrona                                        | Comunicacions                                      | En òrbita                        | Operacional                      |
| 4 de setembre 05:54  | Estats Units - USA-44 (DSCS-III)                                          | DoD                                                     | Geosíncrona                                        | Comunicacions                                      | En òrbita                        | Operacional                      |
| 4 de setembre 05:54  | Vol final del Titan 34D i el tram superior Transtage                      |                                                         |                                                    |                                                    |                                  |                                  |
| 5 de setembre 19:11  | Japó - H-I                                                                | Japó - H-I                                              | Japó - Tanegashima LA-N                            | Japó - Tanegashima LA-N                            | Japó - Mitsubishi                | Japó - Mitsubishi                |
| 5 de setembre 19:11  | Japó - GMS-4                                                              | NASDA                                                   | Geosíncrona                                        | Satèl·lit meteorològic                             | En òrbita                        | Reeixit                          |
| 5 de setembre 21:38  | Unió Soviètica - Soiuz-U2                                                 | Unió Soviètica - Soiuz-U2                               | Unió Soviètica - Baikonur Site 1/5                 | Unió Soviètica - Baikonur Site 1/5                 | Unió Soviètica                   | Unió Soviètica                   |
| 5 de setembre 21:38  | Unió Soviètica - Soiuz TM-8                                               |                                                         | Terrestre Baixa (Mir)                              | Mir EO-5                                           | 19 de febrer 1990 04:36          | Reeixit                          |
| 5 de setembre 21:38  | Vol orbital tripulat amb 2 cosmonautes                                    |                                                         |                                                    |                                                    |                                  |                                  |
| 6 de setembre 01:48  | Estats Units - Titan II 23G                                               | Estats Units - Titan II 23G                             | Estats Units - Vandenberg SLC-4W                   | Estats Units - Vandenberg SLC-4W                   | Estats Units - Martin Marietta   | Estats Units - Martin Marietta   |
| 6 de setembre 01:48  | Estats Units - USA-45                                                     | DoD                                                     |                                                    | SIGINT                                             | En òrbita                        | Reeixit                          |
| 6 de setembre 10:49  | Unió Soviètica - Soiuz-U                                                  | Unió Soviètica - Soiuz-U                                | Unió Soviètica - Plesetsk Site 43/3                | Unió Soviètica - Plesetsk Site 43/3                | Unió Soviètica                   | Unió Soviètica                   |
| 6 de setembre 10:49  | Unió Soviètica/ Alemanya - Resurs-F5                                      |                                                         | Terrestre Baixa                                    | Experiments de microgravetat                       | 22 de setembre                   | Reeixit                          |
| 14 de setembre 09:49 | Unió Soviètica - Tsyklon-3                                                | Unió Soviètica - Tsyklon-3                              | Unió Soviètica - Plesetsk Site 32                  | Unió Soviètica - Plesetsk Site 32                  | Unió Soviètica                   | Unió Soviètica                   |
| 14 de setembre 09:49 | Unió Soviètica - Kosmos 2038 (Strela-3)                                   |                                                         | Terrestre Baixa                                    | Comunicacions                                      | En òrbita                        | Reeixit                          |
| 14 de setembre 09:49 | Unió Soviètica - Kosmos 2039 (Strela-3)                                   |                                                         | Terrestre Baixa                                    | Comunicacions                                      | En òrbita                        | Reeixit                          |
| 14 de setembre 09:49 | Unió Soviètica - Kosmos 2040 (Strela-3)                                   |                                                         | Terrestre Baixa                                    | Comunicacions                                      | En òrbita                        | Reeixit                          |
| 14 de setembre 09:49 | Unió Soviètica - Kosmos 2041 (Strela-3)                                   |                                                         | Terrestre Baixa                                    | Comunicacions                                      | En òrbita                        | Reeixit                          |
| 14 de setembre 09:49 | Unió Soviètica - Kosmos 2042 (Strela-3)                                   |                                                         | Terrestre Baixa                                    | Comunicacions                                      | En òrbita                        | Reeixit                          |
| 14 de setembre 09:49 | Unió Soviètica - Kosmos 2043 (Strela-3)                                   |                                                         | Terrestre Baixa                                    | Comunicacions                                      | En òrbita                        | Reeixit                          |
| 15 de setembre 06:30 | Unió Soviètica - Soiuz-U                                                  | Unió Soviètica - Soiuz-U                                | Unió Soviètica - Plesetsk                          | Unió Soviètica - Plesetsk                          | Unió Soviètica                   | Unió Soviètica                   |
| 15 de setembre 06:30 | Unió Soviètica/ Europa/ Estats Units - Kosmos 2044 (Bion 9)               | ESA/NASA                                                | Terrestre Baixa                                    | Investigació de microgravetat                      | 29 de setembre                   | Reeixit                          |
| 22 de setembre 08:00 | Unió Soviètica - Soiuz-U                                                  | Unió Soviètica - Soiuz-U                                | Unió Soviètica - Baikonur                          | Unió Soviètica - Baikonur                          | Unió Soviètica                   | Unió Soviètica                   |
| 22 de setembre 08:00 | Unió Soviètica - Kosmos 2045 (Zenit-8)                                    |                                                         | Terrestre Baixa                                    | Reconeixement                                      | 2 d'octubre                      | Reeixit                          |
| 25 de setembre 08:56 | Estats Units - Atlas G                                                    | Estats Units - Atlas G                                  | Estats Units - Cape Canaveral LC-36B               | Estats Units - Cape Canaveral LC-36B               | Estats Units - Lockheed          | Estats Units - Lockheed          |
| 25 de setembre 08:56 | Estats Units - USA-46 (FLTSATCOM 8)                                       | DoD                                                     | Geosíncrona                                        | Comunicacions                                      | En òrbita                        | Reeixit                          |
| 25 de setembre 08:56 | Vol final del Atlas G                                                     |                                                         |                                                    |                                                    |                                  |                                  |
| 27 de setembre 14:38 | Unió Soviètica - Molniya-M/ML                                             | Unió Soviètica - Molniya-M/ML                           | Unió Soviètica - Plesetsk                          | Unió Soviètica - Plesetsk                          | Unió Soviètica                   | Unió Soviètica                   |
| 27 de setembre 14:38 | Unió Soviètica - Molniya 1-76                                             |                                                         | Molnia                                             | Comunicacions                                      | 11 de novembre 2000              | Reeixit                          |
| 27 de setembre 16:20 | Unió Soviètica - Tsyklon-2                                                | Unió Soviètica - Tsyklon-2                              | Unió Soviètica - Baikonur Site 90                  | Unió Soviètica - Baikonur Site 90                  | Unió Soviètica                   | Unió Soviètica                   |
| 27 de setembre 16:20 | Unió Soviètica - Kosmos 2046 (US-P)                                       |                                                         | Terrestre Baixa                                    | Reconeixement naval                                | 16 d'abril 1991                  | Reeixit                          |
| 28 de setembre 00:04 | Unió Soviètica - Tsyklon-3                                                | Unió Soviètica - Tsyklon-3                              | Unió Soviètica - Plesetsk Site 32/2                | Unió Soviètica - Plesetsk Site 32/2                | Unió Soviètica                   | Unió Soviètica                   |
| 28 de setembre 00:04 | Unió Soviètica - Intercosmos 24                                           |                                                         | Terrestre Baixa                                    | Investigació atmosfèrica                           | En òrbita                        | Reeixit                          |
| 28 de setembre 00:04 | República Txeca - Magion 2                                                |                                                         | Terrestre Baixa                                    | Investigació atmosfèrica                           | En òrbita                        | Reeixit                          |
| 28 de setembre 17:05 | Unió Soviètica - Proton-K/DM-2                                            | Unió Soviètica - Proton-K/DM-2                          | Unió Soviètica - Baikonur Site 200/40              | Unió Soviètica - Baikonur Site 200/40              | Unió Soviètica                   | Unió Soviètica                   |
| 28 de setembre 17:05 | Unió Soviètica - Gorizont 19                                              |                                                         | Geosíncrona                                        | Comunicacions                                      | En òrbita                        | Reeixit                          |
| Octubre              |                                                                           |                                                         |                                                    |                                                    |                                  |                                  |
| 3 d'octubre 14:59    | Unió Soviètica - Soiuz-U                                                  | Unió Soviètica - Soiuz-U                                | Unió Soviètica - Plesetsk                          | Unió Soviètica - Plesetsk                          | Unió Soviètica                   | Unió Soviètica                   |
| 3 d'octubre 14:59    | Unió Soviètica - Kosmos 2047 (Yantar-4K2)                                 |                                                         | Terrestre Baixa                                    | Reconeixement                                      | 21 de novembre                   | Reeixit                          |
| 17 d'octubre 13:00   | Unió Soviètica - Soiuz-U                                                  | Unió Soviètica - Soiuz-U                                | Unió Soviètica - Plesetsk                          | Unió Soviètica - Plesetsk                          | Unió Soviètica                   | Unió Soviètica                   |
| 17 d'octubre 13:00   | Unió Soviètica - Kosmos 2048 (Zenit-8)                                    |                                                         | Terrestre Baixa                                    | Reconeixement                                      | 26 d'octubre                     | Reeixit                          |
| 18 d'octubre 16:53   | Estats Units - Transbordador Espacial Atlantis                            | Estats Units - Transbordador Espacial Atlantis          | Estats Units - Kennedy LC-39B                      | Estats Units - Kennedy LC-39B                      | Estats Units                     | Estats Units                     |
| 18 d'octubre 16:53   | Estats Units - STS-34                                                     | NASA                                                    | Terrestre Baixa                                    | Desplegament de sonda interplanetària              | 23 d'octubre                     | Reeixit                          |
| 18 d'octubre 16:53   | Estats Units - Galileo                                                    | NASA                                                    | joviana                                            | Jupiter orbiter                                    | 21 de setembre 2003              | Reeixit                          |
| 18 d'octubre 16:53   | Estats Units - Sonda Galileo                                              | NASA                                                    | joviana                                            | Sonda d'entrada a Júpiter                          | 7 de desembre 1995               | Reeixit                          |
| 18 d'octubre 16:53   | Vol orbital tripulat amb 5 astronautes                                    |                                                         |                                                    |                                                    |                                  |                                  |
| 21 d'octubre 09:31   | Estats Units - Delta II 6925                                              | Estats Units - Delta II 6925                            | Estats Units - Cape Canaveral LC-17A               | Estats Units - Cape Canaveral LC-17A               | Estats Units - McDonnell Douglas | Estats Units - McDonnell Douglas |
| 21 d'octubre 09:31   | Estats Units - USA-47 (GPS II-4)                                          | Força Aèria dels Estats Units d'Amèrica                 | Terrestre Mitjana                                  | Navegació                                          | En òrbita                        | Reeixit                          |
| 24 d'octubre 21:35   | Unió Soviètica - Tsyklon-3                                                | Unió Soviètica - Tsyklon-3                              | Unió Soviètica - Plesetsk Site 32                  | Unió Soviètica - Plesetsk Site 32                  | Unió Soviètica                   | Unió Soviètica                   |
| 24 d'octubre 21:35   | Unió Soviètica - Meteor 3-3                                               |                                                         | Terrestre Baixa                                    | Ciència de la Terra                                | En òrbita                        | Reeixit                          |
| 27 d'octubre 23:05   | Europa - Ariane 4 44L                                                     | Europa - Ariane 4 44L                                   | França - Kourou ELA-2                              | França - Kourou ELA-2                              | França - Arianespace             | França - Arianespace             |
| 27 d'octubre 23:05   | Nacions Unides - Intelsat 602                                             | Intelsat                                                | Geosíncrona                                        | Comunicacions                                      | En òrbita                        | Reeixit                          |
| Novembre             |                                                                           |                                                         |                                                    |                                                    |                                  |                                  |
| 17 de novembre 10:50 | Unió Soviètica - Soiuz-U                                                  | Unió Soviètica - Soiuz-U                                | Unió Soviètica - Baikonur                          | Unió Soviètica - Baikonur                          | Unió Soviètica                   | Unió Soviètica                   |
| 17 de novembre 10:50 | Unió Soviètica - Kosmos 2049 (Yantar-4KS1)                                |                                                         | Terrestre Baixa                                    | Reconeixement                                      | 19 de juny 1990                  | Reeixit                          |
| 18 de novembre 14:34 | Estats Units - Delta 5920                                                 | Estats Units - Delta 5920                               | Estats Units - Vandenberg SLC-2W                   | Estats Units - Vandenberg SLC-2W                   | Estats Units - McDonnell Douglas | Estats Units - McDonnell Douglas |
| 18 de novembre 14:34 | Estats Units - COBE                                                       | NASA                                                    | Heliosíncrona                                      | Cosmologia                                         | En òrbita                        | Reeixit                          |
| 18 de novembre 14:34 | Únic vol del Delta 5920                                                   |                                                         |                                                    |                                                    |                                  |                                  |
| 23 de novembre 00:23 | Estats Units - Transbordador espacial Discovery                           | Estats Units - Transbordador espacial Discovery         | Estats Units - Kennedy LC-39B                      | Estats Units - Kennedy LC-39B                      | Estats Units                     | Estats Units                     |
| 23 de novembre 00:23 | Estats Units - STS-33                                                     | NASA                                                    | Terrestre Baixa                                    | Desplegament de satèl·lit                          | 28 de novembre                   | Reeixit                          |
| 23 de novembre 00:23 | Estats Units - USA-48 (Magnum-2)                                          | NRO                                                     | Geosíncrona                                        | ELINT                                              | En òrbita                        | Operacional                      |
| 23 de novembre 00:23 | Vol orbital tripulat amb 5 astronautes                                    |                                                         |                                                    |                                                    |                                  |                                  |
| 23 de novembre 20:35 | Unió Soviètica - Molniya-M/2BL                                            | Unió Soviètica - Molniya-M/2BL                          | Unió Soviètica - Plesetsk                          | Unió Soviètica - Plesetsk                          | Unió Soviètica                   | Unió Soviètica                   |
| 23 de novembre 20:35 | Unió Soviètica - Kosmos 2050 (Oko)                                        |                                                         | Molnia                                             | Sistema d'alertes                                  | En òrbita                        | Reeixit                          |
| 24 de novembre 23:22 | Unió Soviètica - Tsyklon-2                                                | Unió Soviètica - Tsyklon-2                              | Unió Soviètica - Baikonur Site 90                  | Unió Soviètica - Baikonur Site 90                  | Unió Soviètica                   | Unió Soviètica                   |
| 24 de novembre 23:22 | Unió Soviètica - Kosmos 2051 (US-P)                                       |                                                         | Terrestre Baixa                                    | Reconeixement naval                                | 21 de gener 1991                 | Reeixit                          |
| 26 de novembre 13:01 | Unió Soviètica - Proton-K                                                 | Unió Soviètica - Proton-K                               | Unió Soviètica - Baikonur Site 200/39              | Unió Soviètica - Baikonur Site 200/39              | Unió Soviètica                   | Unió Soviètica                   |
| 26 de novembre 13:01 | Unió Soviètica - Kvant-2                                                  |                                                         | Terrestre Baixa (Mir)                              | Mir component                                      | 23 de març 2001 05:50            | Reeixit                          |
| 28 de novembre 10:02 | Unió Soviètica - Molniya-M/ML                                             | Unió Soviètica - Molniya-M/ML                           | Unió Soviètica - Plesetsk                          | Unió Soviètica - Plesetsk                          | Unió Soviètica                   | Unió Soviètica                   |
| 28 de novembre 10:02 | Unió Soviètica - Molniya 3-46L                                            |                                                         | Molnia                                             | Comunicacions                                      | 20 de maig 2000                  | Reeixit                          |
| 30 de novembre 15:00 | Unió Soviètica - Soiuz-U                                                  | Unió Soviètica - Soiuz-U                                | Unió Soviètica - Plesetsk                          | Unió Soviètica - Plesetsk                          | Unió Soviètica                   | Unió Soviètica                   |
| 30 de novembre 15:00 | Unió Soviètica - Kosmos 2052 (Yantar-4K2)                                 |                                                         | Terrestre Baixa                                    | Reconeixement                                      | 24 de gener 1990                 | Reeixit                          |
| Desembre             |                                                                           |                                                         |                                                    |                                                    |                                  |                                  |
| 1 de desembre 20:20  | Unió Soviètica - Proton-K/D-1                                             | Unió Soviètica - Proton-K/D-1                           | Unió Soviètica - Baikonur Site 200/40              | Unió Soviètica - Baikonur Site 200/40              | Unió Soviètica                   | Unió Soviètica                   |
| 1 de desembre 20:20  | Unió Soviètica/ França - Granat                                           | CNES                                                    | Terrestre Alta                                     | Astronomia                                         | 25 de maig 1999                  | Reeixit                          |
| 11 de desembre 18:10 | Estats Units - Delta II 6925                                              | Estats Units - Delta II 6925                            | Estats Units - Cape Canaveral LC-17B               | Estats Units - Cape Canaveral LC-17B               | Estats Units - McDonnell Douglas | Estats Units - McDonnell Douglas |
| 11 de desembre 18:10 | Estats Units - USA-49 (GPS II-5)                                          | Força Aèria dels Estats Units d'Amèrica                 | Terrestre Mitjana                                  | Navegació                                          | En òrbita                        | Reeixit                          |
| 15 de desembre 11:30 | Unió Soviètica - Proton-K/DM-2                                            | Unió Soviètica - Proton-K/DM-2                          | Unió Soviètica - Baikonur Site 81/23               | Unió Soviètica - Baikonur Site 81/23               | Unió Soviètica                   | Unió Soviètica                   |
| 15 de desembre 11:30 | Unió Soviètica - Raduga 24                                                |                                                         | Geosíncrona                                        | Comunicacions                                      | En òrbita                        | Reeixit                          |
| 20 de desembre 03:30 | Unió Soviètica - Soiuz-U2                                                 | Unió Soviètica - Soiuz-U2                               | Unió Soviètica - Baikonur Site 1/5                 | Unió Soviètica - Baikonur Site 1/5                 | Unió Soviètica                   | Unió Soviètica                   |
| 20 de desembre 03:30 | Unió Soviètica - Progress M-2                                             |                                                         | Terrestre Baixa (Mir)                              | Logística                                          | 9 de febrer 1990 07:56           | Reeixit                          |
| 27 de desembre 00:00 | Unió Soviètica - Tsyklon-3                                                | Unió Soviètica - Tsyklon-3                              | Unió Soviètica - Plesetsk Site 32/2                | Unió Soviètica - Plesetsk Site 32/2                | Unió Soviètica                   | Unió Soviètica                   |
| 27 de desembre 00:00 | Unió Soviètica - Kosmos 2053 (Koltso 2)                                   |                                                         | Terrestre Baixa                                    | Calibratge de radar                                | 2 de setembre 1997               | Reeixit                          |
| 27 de desembre 11:10 | Unió Soviètica - Proton-K/DM-2                                            | Unió Soviètica - Proton-K/DM-2                          | Unió Soviètica - Baikonur Site 200/39              | Unió Soviètica - Baikonur Site 200/39              | Unió Soviètica                   | Unió Soviètica                   |
| 27 de desembre 11:10 | Unió Soviètica - Kosmos 2054 (Luch)                                       |                                                         | Geosíncrona                                        | Comunicacions                                      | En òrbita                        | Operacional                      |

## Encontres espacials
| Data (GMT)  | Nau espacial | Esdeveniment                     | Comentaris                        |
| ----------- | ------------ | -------------------------------- | --------------------------------- |
| 23 de gener | Phobos 1     | Sobrevol de Mart                 | Error en la missió de l'orbitador |
| 29 de gener | Phobos 2     | Inserció en òrbita areocèntrica  |                                   |
| 27 de març  | Phobos 2     | Entra en òrbita síncrona de Febe |                                   |
| 25 d'agost  | Voyager 2    | Sobrevol de Neptú                | Apropament màxim: 44.800 km       |